# Saint-Genest (Allier)
Saint-Genest é uma comuna francesa na região administrativa de Auvérnia-Ródano-Alpes, no departamento Allier. Estende-se por uma área de 15,33 km². Em 2010 a comuna tinha 409 habitantes (densidade: 26,7 hab./km²).